# Campeonato Europeo de Rugby League 1981
El Campeonato Europeo de Rugby League de 1981 fue la vigésimo segunda edición del principal torneo europeo de Rugby League.

## Equipos
- Francia
- Gales
- Inglaterra

## Posiciones
| Equipo     | Encuentros | Encuentros | Encuentros | Encuentros | Tantos  | Tantos    | Tantos     | Puntos |
| Equipo     | jugados    | ganados    | empatados  | perdidos   | a favor | en contra | diferencia | Puntos |
| ---------- | ---------- | ---------- | ---------- | ---------- | ------- | --------- | ---------- | ------ |
| Francia    | 2          | 2          | 0          | 0          | 28      | 6         | +22        | 4      |
| Inglaterra | 2          | 1          | 0          | 1          | 18      | 9         | +9         | 2      |
| Gales      | 2          | 0          | 0          | 2          | 9       | 40        | -31        | 0      |

Nota: Se otorgan 2 puntos al equipo que gane un partido, 1 al que empate y 0 al que pierda.
|  | Campeón |

## Resultados
| 31 de enero | Francia | 23 - 5 | Gales |  |  |

| 21 de febrero | Inglaterra | 1 - 5 | Francia |  |  |

| 18 de marzo | Inglaterra | 17 - 4 | Gales |  |  |

| Bandera de Francia |
| Campeón Francia    |
| Sexto título       |